# Епархия Манантавади
Епархия Манантавади (лат. Eparchia Manantoddiensis) — епархия Сиро-малабарской католической церкви c центром в городе Манантавади, Индия. Епархия Манантавади входит в митрополию Телличерри. Кафедральным собором епархии Манантавади является церковь святого Иосифа.

## История
1 марта 1973 года папа римский Павел VI выпустил буллу Quanta gloria учредил епархию Манантавади, выделив её из архиепархии Телличерри. В этот же день епархия Манантавади вошла в митрополию Эрнакулам — Ангамали.
4 декабря 1975 года епархия Манантавади передала часть своей территории новой епархии Телличерри.
18 мая 1995 года епархия Телличерри вошла в митрополию Телличерри.
29 августа 1997 года и 15 января 2010 года епархия Манантавади передала часть своей территории новым епархиям Бхадравати и Мандьи.

## Ординарии епархии
- епископ Яков Тумкужи (Jacob Thoomkuzhy) (1.03.1973 — 18.05.1995) — назначен епископом Тамарассерри;
- епископ Эммануил Потанамужи (Emmanuel Pothanamuzhy) (11.11.1996 — 6.04.2003);
- епископ Хосе Поруннедом (José Porunnedom) (18.03.2004 — по настоящее время).

## Источник
- Annuario Pontificio, Ватикан, 2009
- Булла Quanta gloria, AAS 65 (1973), стр. 228  (лат.)